# Solieria prarensis
Solieria prarensis là một loài ruồi trong họ Tachinidae.